# Martinsburg (Nyugat-Virginia)
Martinsburg település az Amerikai Egyesült Államok Nyugat-Virginia államában, Berkeley megyében, melynek megyeszékhelye is. Lakosainak száma 18 777 fő (2020. április 1.).

## Népesség
A település népességének változása:

| 2010 | 17 227 |
| 2020 | 18 777 |